# パット・ライアン (アメリカンフットボール)
パット・ライアン（Pat Ryan 1955年9月16日- ）はカンザス州ハッチンソン出身のアメリカンフットボール選手。ポジションはクォーターバック。NFLのニューヨーク・ジェッツでケン・オブライエンの控えQBを務めた。

## 経歴
テネシー大学から1978年のNFLドラフト11巡でニューヨーク・ジェッツに指名されて入団した。
1984年には先発QBのケン・オブライエンがトラブルを抱えたこともあり、11試合に先発出場した。
1986年、AFC東地区のライバル、ニューイングランド・ペイトリオッツとの敵地での試合に先発し勝利、デンバー・ブロンコス戦でも負傷したオブライエンに交わって出場し、チームの9連勝に貢献した。ジェッツが10勝1敗から最後の5試合で連敗すると、カンザスシティ・チーフスとのプレーオフでは先発し、勝利をあげた。翌年1月3日のクリーブランド・ブラウンズとのディビジョナルプレーオフでも先発出場し、ウェズリー・ウォーカーへの42ヤードのTDパスを決めて先制点をあげたが、第2Qに負傷退場、ダブルオーバータイムの末、チームは敗れた。この試合で彼とオブライエンはプレーオフ記録となる9サックを浴びた。
1989年、フィラデルフィア・イーグルスとのプレシーズンゲームでクライド・シモンズにサックされた際に、ひざを負傷し、3ヶ月チームを離脱した。第14週のピッツバーグ・スティーラーズ戦ではグレッグ・ロイドのレイトヒットを受けて脳震盪を起こした。
1990年4月13日、ジェッツから解雇された。ジェッツでは、パス4,222ヤードを投げて、31TD、31INTの成績を残した。8月にジェッツ時代のQBコーチ、ジーク・ブラトコウスキーがQBコーチを務めるクリーブランド・ブラウンズと2年契約を結び、マイク・ペイゲルとバーニー・コーザーの控えQBの座を争ったが、チームに残ることはできなかった。
1991年9月、ランドール・カニンガムがシーズン絶望となり、ジム・マクマーンが先発QBとなったフィラデルフィア・イーグルスと控えQBとして1年契約を結んだ。イーグルスは彼の他にもスコット・キャンベル、ターク・ショナート、デビッド・アーチャーの3人ともワークアウトを実施していた。イーグルスのヘッドコーチ、リッチ・コータイトは、ジェッツのWRコーチ、オフェンスコーディネーターを務めたこともあった。
現役引退後、テネシー・タイタンズの試合の解説者を数年務めている。